# 張廖宗祠崇遠堂
張廖家廟崇遠堂位於台灣西螺鎮福田里，23°46′36.76″N 120°25′24.65″E / 23.7768778°N 120.4235139°E為詔安客張廖家族渡臺開墾西螺、二崙、崙背等地區之初，以凝聚宗親團結、懷念祖先德澤而所建宗祠，是詔安客家人在臺灣的重要精神與信仰中心。

## 歷史
世居福建省漳州府詔安縣官陂鄉張廖姓族人，因官陂地處山區土地貧瘠發展不易，清康熙四十年 (1701年) 始有族人冒著清朝海禁令，出海偷渡來臺，落腳二崙開墾荒地，到乾隆年間 (1736年 - 1795年) 滿清國勢底定，國泰民安，清朝逐漸開放人民出海禁令，而後張廖姓族人開始較小規模來臺開墾。
經過一百至一百五十年之長時間，經年累月於終於事業有成，基業奠定，安居樂業，此時張廖氏有賢達人士提議應遵行祖訓 (七嵌祖訓之第六嵌: 堂教修譜效親睦族) 修建宗祠，以期團結宗族向心力，並可利用祠堂做為學堂教育宗族子女之功用，因此於道光二十六年 (1846年) 公推廣興的廖賀、埔姜崙廖拔琦、下湳廖文江、廍仔廖榮捷、港尾廖子牌、西螺廖裕賢、廖秋紅等八人為建祠委員，積極推動募款籌建，並獲得族人熱烈響應，有錢出錢，有力出力，並在西螺保 (現今西螺鎮) 下湳購置五甲地，做為建廟之地。
道光二十八 (1848年) 年開始動土興建，道光二十九年 (1849年) 冬總時一年半完工，並盛大舉行落成大典及祈安清醮，將宗祠堂號命名為繼述堂，此為「張廖家廟崇遠堂」前身。
光緒十七年 (1891年)「繼述堂」遭受強烈颱風的侵襲而摧毀。
大正七年 (1918年) 始有有識之士開始推動重建工作，民國八年，由廖旺生(西螺)、廖成江 (三塊厝)、廖初淵 (埔姜崙)、廖天來 (廣興)、廖富九 (廍仔)、廖壬水 (湳仔)、廖裕火 (惠來厝)、廖懷民 (西螺)、廖本源 (西螺)、廖進益 (西螺)等十人擔任元子公祭祠公業管理委員會委員，但重建祠堂工作進展有限。
大正十三年 (1924年)，廖富淵 (二崙庄長)、廖天來、廖旺生、廖重光 (西螺街長)、廖金把 (崙背庄長)、廖學昆 (後擔任西螺庄長)共同商議，聘請豐原有名地理師廖永昌替重建宗祠選定新地址，新地址為現今「崇遠堂」所在地西螺福田里10鄰新厝22號。
大正十五年 (1926年)，由廖大漢籌組祠堂重建委員會，委員包含廖重光、廖富淵、廖學昆、廖旺生、張崇岳等五人，於當年秋天重新宗祠開始動工，昭和三年 (1928年)春竣工，總工程費用日幣十萬，其經費龐大 (約可購買良田三十公頃) 均為族人共同損獻，並將祠堂堂號，依祖訓第三條由「繼述堂」改為「崇遠堂」。
民國 102 年 (2013年) 10 月 31 日，中華民國行政院客家委員會經費挹注及雲林縣政府文化處承辦，進行雲林縣張廖家廟-崇遠堂主體修復工程，並於民國 104 年 (2015年) 01 月 20 日完成主體修復工程，工程總費用為新台幣 3682 萬 。主體修復工程結束之後，民國 105 年 2 月 22 日接續進行裝飾藝術類修復（護）工作，民國 105 年 10 月 17 日完成修復（護）工作。

## 古蹟
- 「張廖家廟崇遠堂」與台北大龍峒陳家、台中林家，並列為全台三大家廟之一。
- 「張廖家廟崇遠堂」於中華民國100年1月13日，被公告登錄「雲林縣歷史建築西螺張廖家廟崇遠堂」為雲林縣「歷史建築」。(公告文號：府文資字第10024000742號) [4][5]

## 現況
目前為財團法人雲林縣廖元子公育英會擔任「崇遠堂」管理人管理維護工作。

崇遠堂雖經多次整修，但仍敵不過歲月的摧殘，因具有歷史保存價值，2013 年起，由中華民國客家委員會與雲林縣政府共同補助 3682 萬元經費發動整修，並於 2015 年主體修繕完成。

## 外部連結
- 崇遠堂官方網站 （页面存档备份，存于）